# Bovo I.
Bovo I. († 890) war von 879/80 bis 890 Abt von Corvey.
Gestützt auf Privilegien und Urkunden, die besagten, dass Corvey nur dem Papst unterstellt sei, stritt Bovo für die Unabhängigkeit des Klosters vom Bistum Paderborn. Auf sein Betreiben wurde die Streitfrage auf einer Kirchenversammlung in Mainz im Jahr 888 diskutiert. Der Papst entschied letztlich zu Gunsten von Corvey. Dies bedeutete allerdings nur einen zeitweiligen Erfolg, wurde doch die Unabhängigkeit Corveys von Paderborn immer wieder in Frage gestellt. Bovo erwarb eine Reihe von Besitzungen für sein Kloster. In seine Zeit fiel die Bestätigung des von Corvey gegründeten Klosters Metelen. Adam von Bremen erwähnt einen Autor mit diesem Namen, der eine Arbeit über die Ereignisse seiner Zeit verfasst hatte; möglicherweise war es dieser Bovo, es wurden als Verfasser aber auch Bovo II. und Bovo III. genannt.